# Система футбольных лиг Узбекистана
Система футбольных лиг Узбекистана (узб. O'zbekiston futbol ligalari tizimi / Ўзбекистон футбол лигалари тизими) в настоящее время состоит из четырёх уровней. 
Футбольные лиги страны управляются двумя организациями: прежде всего Профессиональной футбольной лигой Узбекистана (ПФЛ Узбекистана), а также Футбольной ассоциацией Узбекистана (ФАУ). 
В 1992—2009 годах системой лиг стран полностью управляла тогда еще Федерация футбола Узбекистана (была преобразована в ассоциацию, став Футбольной ассоциацией Узбекистана в январе 2018 года), пока в 2009 году не была создана Профессиональная футбольная лига Узбекистана, которой была передана право проведения управления и контроля футбольными лигами страны. Футбольная ассоциация больше всего управляет и контролирует всю футбольную структуру страны, а также различных сборных (национальная, олимпийская, молодёжная, юношеская, женская сборные Узбекистана), национальных кубковых турниров (Кубок Узбекистана, Суперкубок Узбекистана). ПФЛ Узбекистана также проводит Кубок ПФЛ Узбекистана.

## Текущая структура
Актуально по состоянию на апрель 2021 года.
| Уровень | Лига/чемпионаты                   | Лига/чемпионаты                   | Лига/чемпионаты                   | Лига/чемпионаты                   | Лига/чемпионаты                   | Лига/чемпионаты                   | Лига/чемпионаты                   |
| 1       | Суперлига Узбекистана 14 клубов   | Суперлига Узбекистана 14 клубов   | Суперлига Узбекистана 14 клубов   | Суперлига Узбекистана 14 клубов   | Суперлига Узбекистана 14 клубов   | Суперлига Узбекистана 14 клубов   | Суперлига Узбекистана 14 клубов   |
| 2       | Про-лига Узбекистана 10 клубов    | Про-лига Узбекистана 10 клубов    | Про-лига Узбекистана 10 клубов    | Про-лига Узбекистана 10 клубов    | Про-лига Узбекистана 10 клубов    | Про-лига Узбекистана 10 клубов    | Про-лига Узбекистана 10 клубов    |
| 3       | Первая лига Узбекистана 12 клубов | Первая лига Узбекистана 12 клубов | Первая лига Узбекистана 12 клубов | Первая лига Узбекистана 12 клубов | Первая лига Узбекистана 12 клубов | Первая лига Узбекистана 12 клубов | Первая лига Узбекистана 12 клубов |
| 4       | Вторая лига Узбекистана 16 клубов | Вторая лига Узбекистана 16 клубов | Вторая лига Узбекистана 16 клубов | Вторая лига Узбекистана 16 клубов | Вторая лига Узбекистана 16 клубов | Вторая лига Узбекистана 16 клубов | Вторая лига Узбекистана 16 клубов |
| 5       | Областные чемпионаты              | Областные чемпионаты              | Областные чемпионаты              | Областные чемпионаты              | Областные чемпионаты              | Областные чемпионаты              | Областные чемпионаты              |
| 5       | Андижанская область               | Бухарская область                 | Джизакская область                | Кашкадарьинская область           |                                   |                                   |                                   |
| 5       | Навоийская область                | Наманганская область              | Самаркандская область             | Сурхандарьинская область          | Республика Каракалпакстан         |                                   |                                   |
| 5       | Сырдарьинская область             | Ташкентская область               | Ферганская область                | Хорезмская область                | г. Ташкент                        |                                   |                                   |
|         | Городские и районные чемпионаты   |                                   |                                   |                                   |                                   |                                   |                                   |

До 2018 года Про-лига называлась Первой лигой, Вторая лига явлась третьей по уровню, в 2018 и 2019 годах существовала также Про Б лига.